# Brendan DuBois
Pour les articles homonymes, voir DuBois.
Brendan DuBois, né en septembre 1959 dans le New Hampshire, est un écrivain américain, auteur de roman policier et d'uchronie.

## Œuvre

### Romans signés Brendan DuBois

#### SérieLewis Cole
- Dead Sand (1994)
- Black Tide (1995)
- The Shattered Shell (1999)
- Killer Waves (2002)
- Buried Dreams (2004)
- Primary Storm (2006)
- Deadly Cove (2011)
- Fatal Harbor (2014)
- Blood Foam (2015)
- Storm Cell (2016)
- Hard Aground (2018)

#### SérieEmpire of the North
- The Noble Prisoner (2012)
- The Noble Warrior (2012)
- The Noble Prince (2012)

#### SérieDark Victory
- Dark Victory (2015)
- Red Vengeance (2017)
- Black Triumph (2018)

#### Autres romans
- Resurrection Day (1999)
- Six Days (2001)
- Betrayed (2003)
- Final Winter (2006)
- Dead of Night (2007)
- Night Road (2016)
- The Negotiator (2018)

### Roman signé Alan Glenn
- Amerikan Eagle (2011)

### Novellas signées Brendan DuBois
- On the Plains of Deception (2011)
- The Spirits of Crawford Notch (2012)
- The Witnesses (2016) (coécrit avec James Patterson)

### Recueils de nouvelles signées Brendan DuBois
- The Dark Snow and Other Mysteries (2001)
- Tales from the Dark Woods (2002)
- Tales from The Dark Snow (2011) (autre titre Twilight, 2007)
- Death of a Gemini and Other Military Mysteries (2011)
- Blue and Gray Tales of Mystery (2012)
- Stone Cold, Blood Red: N.H. Tales of Mystery (2013)
- The Hidden (2014)

### Nouvelles signées Brendan DuBois
- Dark Corridor, Ellery Queen's Mystery Magazine (février 1986)
- Three Different Assignments, Ellery Queen's Mystery Magazine (juin 1986)
- Driven, Ellery Queen's Mystery Magazine (novembre 1986)
- The Warning, Ellery Queen’s Anthology, no 5 (1986)
- A Bad Debt, Ellery Queen's Mystery Magazine (décembre 1986)
- A Ticket Out, Ellery Queen’s Mystery Magazine (janvier 1987)
- Cellmates, Ellery Queen’s Mystery Magazine (avril 1987)
- What Friends Do, Alfred Hitchcock’s Mystery Magazine (avril 1987)
- A Matter of Possession, Alfred Hitchcock’s Mystery Magazine (mai 1987)
- A Fine Opportunity, Alfred Hitchcock’s Mystery Magazine (juin 1987)
- Room to Hide, Ellery Queen’s Mystery Magazine (juin 1987)
- Money Is Something Else, Ellery Queen’s Anthology, no 57 (1987)
- Still Waters, Ellery Queen’s Mystery Magazine (septembre 1987)
- A Quick Learner, Ellery Queen’s Mystery Magazine (octobre 1987)
- Final Marks, Final Secrets, Alfred Hitchcock’s Mystery Magazine (novembre 1987)
- Like Kin, Alfred Hitchcock’s Mystery Magazine (décembre 1987)
- Not Much of a Trade, Ellery Queen’s Mystery Magazine (décembre 1987)
- Off the Interstate, Ellery Queen’s Mystery Magazine (février 1988)
- Fire Burning Bright, Alfred Hitchcock’s Mystery Magazine (hiver 1989)
- My Brother’s Night, Alfred Hitchcock’s Mystery Magazine (décembre 1991)
- Grave on a Hill, Ellery Queen's Mystery Magazine (octobre 1992)
- My Uncle’s War, Ellery Queen’s Mystery Magazine (mai 1993)
- The Necessary Brother, Ellery Queen's Mystery Magazine (mai 1994)
- Heirlooms, Ellery Queen's Mystery Magazine (juillet 1995)
- The Promise Squad, Ellery Queen's Mystery Magazine (juin 1996)
- The Dark Snow, Playboy (novembre 1996)
- Trade Wars, Ellery Queen's Mystery Magazine (février 1997)
- Netmail, Playboy (mai 1998)
- The Shadow Trees, Playboy (mai 1999)
- Rising Waters, Mary Higgins Clark Mystery Magazine (été 1999)
- The Road’s End, Ellery Queen's Mystery Magazine (avril 2000)
- Old Soldiers, Playboy (mai 2000)
- His Last Shot, Mary Higgins Clark Mystery Magazine (été 2000)
- Customer’s Choice, Ellery Queen's Mystery Magazine (septembre/octobre 2000)
- The Summer People, Ellery Queen's Mystery Magazine (novembre 2000)
- The Star Thief, Alfred Hitchcock’s Mystery Magazine (mars 2001)
- An Empire’s Reach, Alfred Hitchcock’s Mystery Magazine (novembre 2002)
- Always Another War, Alfred Hitchcock’s Mystery Magazine (juillet/août 2003)
- One Shot Difference, Ellery Queen's Mystery Magazine (septembre/octobre 2003)
- Death of a Gemini, Alfred Hitchcock’s Mystery Magazine (septembre 2004)
- Falling Star (2004)
- The Forever Reunion (2005)
- Cold Waters, Ellery Queen's Mystery Magazine (mars/avril 2005)
- The Devil’s Girlfriend, Alfred Hitchcock’s Mystery Magazine (janvier/février 2006)
- The Lights at Crawford Hills, Ellery Queen's Mystery Magazine (mars/avril 2006)
- Redemption Cove, Alfred Hitchcock’s Mystery Magazine (juillet/août 2006)
- No Truer Fan (2006)
- The Right Call, Ellery Queen's Mystery Magazine (septembre/octobre 2006)
- Country Manners, Alfred Hitchcock’s Mystery Magazine (juillet/août 2007)
- The Best Revenge, Ellery Queen's Mystery Magazine (novembre 2007)
- A Favorable Favor, The Strand Magazine (2008)
- The Blue Plate Special, Ellery Queen's Mystery Magazine (mars/avril 2008)
- The Final Catch, Alfred Hitchcock’s Mystery Magazine (mars 2008)
- Not Enough Stars in the Night (2008)
- The Treasure Hunter, Alfred Hitchcock’s Mystery Magazine (juillet/août 2008)
- Run for Justice, Ellery Queen’s Mystery Magazine (août 2008)
- The High House Writer, Alfred Hitchcock's Mystery Magazine (juillet/août 2009)
- Illusions of Tranquility, The Magazine of Fantasy and Science Fiction (décembre 2009)
- Thief in the House, Alfred Hitchcock’s Mystery Magazine (avril 2010)
- To Kill an Ump, Ellery Queen’s Mystery Magazine (septembre/octobre 2010)
- Ride-Along, The Strand Magazine (2010)
- Loon Life, Ellery Queen’s Mystery Magazine (novembre 2010)
- Witness Protection, Ellery Queen’s Mystery Magazine (septembre/octobre 2011)
- The Tardy Guest, Ellery Queen’s Mystery Magazine (novembre 2011)
- Family Trade, Alfred Hitchcock’s Mystery Magazine (mars 2012)
- Caretaker, Alfred Hitchcock’s Mystery Magazine (avril 2012)
- His Daughter’s Island, Ellery Queen’s Mystery Magazine (juillet 2012)
- Small-Town Life, Alfred Hitchcock’s Mystery Magazine (janvier/février 2013)
- Breaking the Box, Ellery Queen’s Mystery Magazine (septembre/octobre 2013)
- Hard Stars, The Magazine of Fantasy and Science Fiction (novembre/décembre 2013)
- Bond of Brothers, Ellery Queen’s Mystery Magazine (mars/avril 2014)
- The Good Brother, Fiction River Special (mars 2014)
- The Plow Guy, Alfred Hitchcock’s Mystery Magazine (juillet/août 2014)
- Cold Island, Ellery Queen’s Mystery Magazine (août 2014)
- The Very Best Neighbor, Ellery Queen's Mystery Magazine (septembre/octobre 2014)
- Minutes to the End of the World, Asimov’s Science Fiction (octobre/Novembre 2014)
- The Crossing, Alfred Hitchcock's Mystery Magazine (janvier/février 2015)
- Leap of Faith, Ellery Queen’s Mystery Magazine (février 2015)
- Her Final Shot, Ellery Queen’s Anthology Magazine (juin 2015)
- The Long Withdrawal, Ellery Queen’s Mystery Magazine (août 2015)
- The Lake Tenant, Ellery Queen’s Mystery Magazine (novembre 2015)
- The Master’s Voice (2015)
- The Treaty Breaker (2016)
- A Battlefield Reunion, Alfred Hitchcock Mystery Magazine (juin 2016)
- The Man from Away, Ellery Queen's Mystery Magazine (juillet 2016)
- Jewels from the Sky (2016)
- Flowing Waters, Ellery Queen's Mystery Magazine (janvier/février 2017)
- Random Nature, Alfred Hitchcock Mystery Magazine (janvier/février 2017)
- Reentry (2017)
- The Landscaper’s Wife (2022)

### Autres ouvrages signés Brendan DuBois
- Breaking Into The Mystery Short Story Market (2011)
- Writing the First Person Detective Novel (2011)
- My Short, Happy Life In Jeopardy (2013)

## Prix et distinctions

### Prix
- Prix Shamus 1995 de la meilleure nouvelle pour The Necessary Brother[1]
- Prix Sidewise 2000 pour Resurrection Day[2]
- Prix Al Blanchard 2005 pour The Forever Reunion[3]
- Prix Barry 2007 de la meilleure nouvelle pour The Right Call[4]
- Prix Barry 2010 de la meilleure nouvelle pour The High House Writer[4]
- Prix Shamus 2017 de la meilleure nouvelle pour A Battlefield Reunion[1]

### Nominations
- Prix Robert L. Fish Memorial 1987 pour Dark Corridor[5]
- Prix Edgar-Allan-Poe 1987 de la meilleure nouvelle pour Driven[6]
- Prix Edgar-Allan-Poe 1995 de la meilleure nouvelle pour The Necessary Brother[6]
- Prix Edgar-Allan-Poe 1997 de la meilleure nouvelle pour The Dark Snow[6]
- Prix Anthony  1997 de la meilleure nouvelle pour The Dark Snow[7]
- Prix Macavity  2023 de la meilleure nouvelle pour The Landscaper’s Wife[8]